# Dichotomius carinatus
Dichotomius carinatus är en skalbaggsart som beskrevs av Luederwaldt 1925. Dichotomius carinatus ingår i släktet Dichotomius och familjen bladhorningar. Inga underarter finns listade i Catalogue of Life.